# Curbia martiata
Curbia martiata là một loài bướm đêm trong họ Geometridae.